# Pattern recognition receptor

Tekening van een Toll-like receptor, een pattern-recognition-receptor die bacterieel lipopolysacharide bindt

De pattern-recognition-receptors (PRR's), ook wel patroonherkenningsreceptoren  genoemd, zijn van cruciaal belang bij de herkenning van ziekteverwekkende micro-organismen en het op gang brengen van het aangeboren immuunsysteem.
Het zijn een groep eiwitten die voorkomen op de membranen of binnen het cytoplasma van aangeboren immuuncellen (fagocyten, dendritische cellen en neutrofielen). Ze binden zich aan onderdelen van binnengedrongen micro-organismen, zoals bacteriële koolhydraten (LPS, mannose), nucleïnezuren (bijv. dubbelstrengs RNA van virussen), zymosan of chitine van schimmels, lipoproteïnen en peptidoglycanen. Dergelijke geconserveerde molecuulpatronen worden pathogen-associated molecular patterns (PAMPs) genoemd. PAMPs zijn zeer divers in structuur, dus de receptoren die hen herkennen zijn dan ook zeer verschillend opgebouwd en gelokaliseerd.
Sommige PRR's komen voor het cytoplasma, waar ze intracellulaire pathogenen herkennen, en anderen bevinden zich in intracellulaire membranen binnen de cel (het endosomale systeem). Weer andere PRR's worden door de cel uitgescheiden en binden aan het oppervlak van extracellulaire pathogenen, waarna ze sneller door fagocyten worden opgenomen of middels het complementsysteem worden vernietigd.

## Typen
- Toll-like receptors
- Nod-like receptors
- C-type lectinereceptors
- RIG-I-like receptors
- Scavangerreceptors